# Martin Larsson
Martin Larsson (ur. 27 marca 1979) – szwedzki biegacz narciarski, brązowy medalista mistrzostw świata.

## Kariera
W 2007 roku wystartował na mistrzostwach świata w Sapporo. Osiągnął tam swój największy sukces wspólnie z Mathiasem Fredrikssonem, Marcusem Hellnerem i Andersem Södergrenem wywalczył brązowy medal w sztafecie 4 x 10 kilometrów. Na tych samych mistrzostwach zajął 17. miejsce w biegu na dystansie 50 km techniką klasyczną oraz 75. miejsce w biegu na 15 km stylem dowolnym.
Najlepsze wyniki w Pucharze Świata uzyskał w sezonie 2006/2007 kiedy to zajął 64. miejsce w klasyfikacji generalnej. Nigdy nie startował na igrzyskach olimpijskich. W 2005 roku zajął drugie miejsce w najstarszym i największym maratonie narciarskim na świecie - Vasaloppet, a w 2006 roku był drugi w niemieckim maratonie König Ludwig Lauf.

## Osiągnięcia

### Mistrzostwa świata
| Miejsce | Dzień     | Rok  | Miejscowość | Konkurencja             | Czas biegu | Strata  | Zwycięzca           |
| ------- | --------- | ---- | ----------- | ----------------------- | ---------- | ------- | ------------------- |
| 75.     | 24 lutego | 2007 | Sapporo     | 15 km stylem dowolnym   | 35:50,0    | +4:19,3 | Lars Berger         |
| 3.      | 2 marca   | 2007 | Sapporo     | Sztafeta 4x10 km        | 1:30:49,2  | +3,5    | Norwegia            |
| 17.     | 4 marca   | 2007 | Sapporo     | 50 km stylem klasycznym | 2:20:12,6  | +3:03,8 | Odd-Bjørn Hjelmeset |

### Mistrzostwa świata juniorów
| Miejsce | Dzień    | Rok  | Miejscowość | Konkurs                 | Wynik   | Strata  | Zwycięzca      |
| ------- | -------- | ---- | ----------- | ----------------------- | ------- | ------- | -------------- |
| 30.     | 3 lutego | 1999 | Saalfelden  | 10 km stylem klasycznym | 25:32,7 | +1:52,9 | Axel Teichmann |

### Puchar Świata

#### Miejsca w klasyfikacji generalnej
- sezon 2003/2004: 121.
- sezon 2005/2006: 134.
- sezon 2006/2007: 64.

#### Miejsca na podium
Larsson nigdy nie stawał na podium zawodów Pucharu Świata.

### FIS Marathon Cup

#### Miejsca w klasyfikacji generalnej
- sezon 2002/2003: 116.
- sezon 2003/2004: 60.
- sezon 2004/2005: 19.
- sezon 2005/2006: 17.
- sezon 2006/2007: 24.
- sezon 2007/2008: 69.
- sezon 2008/2009: 40.
- sezon 2009/2010: 19.
- sezon 2010/2011: 10.

#### Miejsca na podium
| Nr | Dzień    | Rok  | Zawody            | Dystans                 | Czas biegu  | Strata | Pozycja | Zwycięzca       |
| -- | -------- | ---- | ----------------- | ----------------------- | ----------- | ------ | ------- | --------------- |
| 1. | 5 marca  | 2005 | Vasaloppet        | 90 km stylem klasycznym | 3:51:47,0 h | +1,0 s | 2.      | Oskar Svärd     |
| 2. | 5 lutego | 2006 | König-Ludwig-Lauf | 50 km stylem klasycznym | 2:18:35,9 h | +0,4 s | 2.      | Stanislav Řezáč |